# Albert Marquet
Albert Marquet, celým jménem Pierre-Albert Marquet (27. března 1875 v Bordeaux – 14. července 1947 v Paříži) byl francouzský malíř.

## Život a dílo
Tak jako jeho přátelé Henri Matisse a André Derain, byl vyznavačem fauvismu. Maloval Paříž a její okolí, mosty na Seině a noční osvětlené ulice, Paříž pod sněhem nebo pod sluncem.
Stejně jako Claude Monet vytvářel série, ve kterých zachycoval změny světla v závislosti na ročním období a denním čase. Tak v letech 1905 a 1906 vytvořil řadu na téma Quai des Grands-Augustins, které viděl z okna svého ateliéru v domě č. 25, který v roce 1905 koupili jeho rodiče.
Byl součástí generace postimpresionistů. V roce 1905 se podílel na výstavě "Fauves", která způsobila rozruch svým pojetím tvarů a barev. Tento způsob tvorby později opustil. K jeho oblíbeným motivům patřila voda, ať už řeka Seina a její nábřeží nebo přístavy v severní Africe v Alžíru, Bejaia, Oranu, Tunisu nebo La Goulette.
Od roku 1919 hodně cestoval, navštívil zejména Tunisko a Alžírsko. Pobýval také v severní Francii, Belgii a Holandsku. V letech 1919-1939 žil mimo jiné v Poissy, Triel-sur-Seine a Méricourt, kde maloval krajinu Seiny.
Na počátku roku 1939 se přestěhoval do La Frette-sur-Seine. Před německou invazí odešel do Alžírska, kde žil až do konce druhé světové války. V roce 1945 se vrátil do Francie a střídavě pobýval v Paříži a La Frette-sur-Seine, kde je pohřben.